# 드럼린

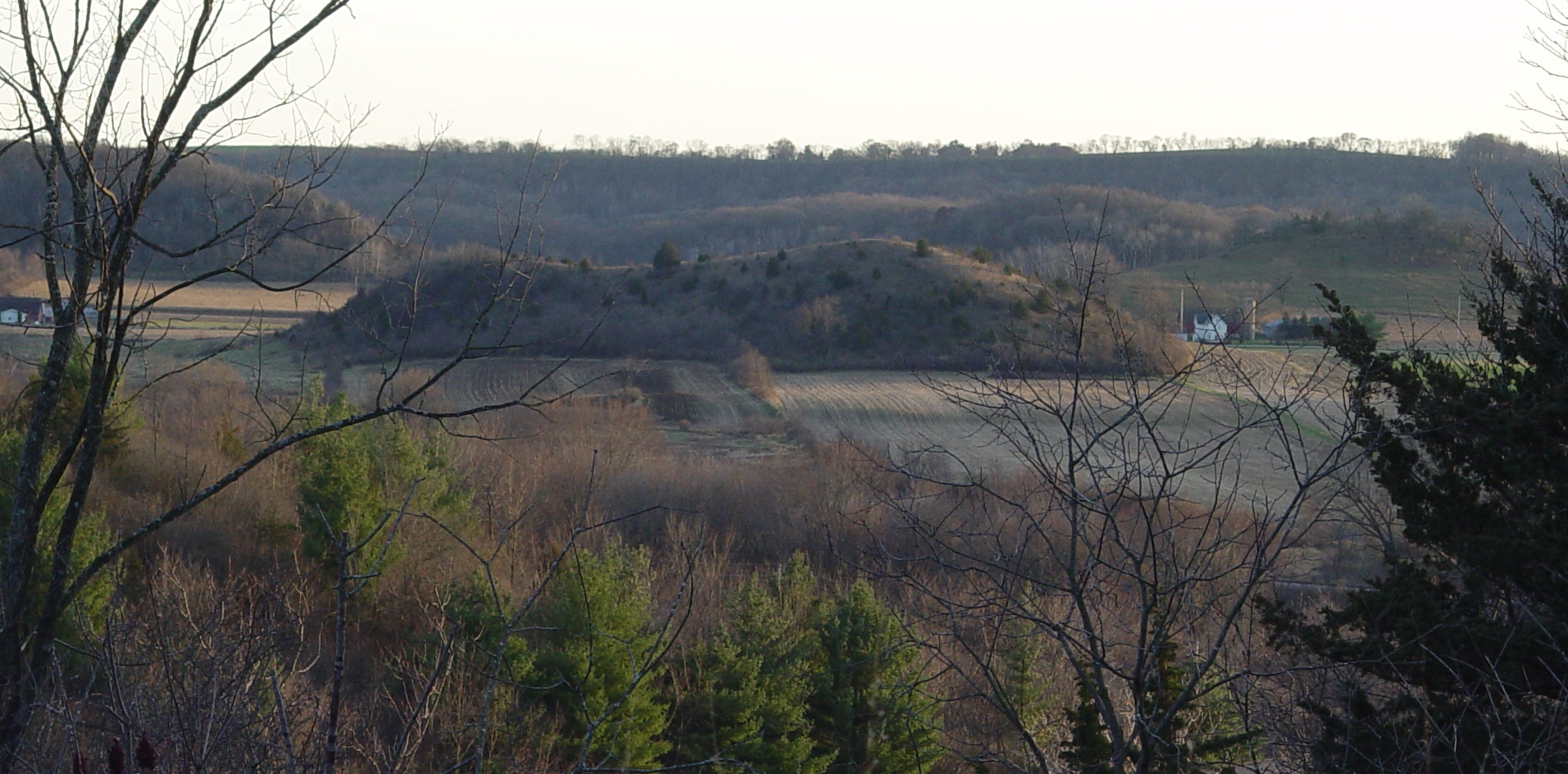
미국 위스콘신주의 드럼린

드럼린(영어: drumlin) 또는 빙퇴구(氷堆丘)는 빙하가 이동하면서 쌓은 퇴적물로 만들어진 유선형의 구릉으로, 한쪽 경사는 급하고 반대쪽 경사는 완만한 경우가 대부분이다. 대체로 빙하는 드럼린의 급경사 방향에서 완경사 방향으로 이동하였다.
평균적으로 드럼린의 길이는 400 m에서 800 m에 달하며, 높이는 15 m에서 60 m 정도이다. 그 모양은 숟가락을 엎어 놓은 형태이며, 주로 농경지로 이용된다. 드럼린이라는 이름은 ‘가장 작은 산등성이’를 뜻하는 아일랜드어 단어인 ‘droimnín’에서 유래하였다.
드럼린은 여러 개가 모여 있는 경우가 많다. 극 주변의 고위도 지방, 고산 지역, 최후 빙기에 빙하로 덮여 있던 지역에 분포한다. 정확한 형성원인이 밝혀지지는 않았으나, 최근에는 에스커가 확대되며 생겼다는 이론도 있다.